# Doris Francis
Doris Francis (sinh ngày 6 tháng 10 năm 1969) là một cựu vận động viên crickê quốc tế đại diện cho cả Tây Ấn và Hoa Kỳ ở cấp độ quốc tế.
Francis sinh ra ở Dominica, và là người phụ nữ đầu tiên từ nước đó chơi cho Tây Ấn. Cô chỉ nuôi dế ở tuổi 25. Francis đã ra mắt quốc tế vào tháng 3 năm 2003, trong chuỗi Ngày Quốc tế (ODI) chống lại Sri Lanka. Cuối năm đó, cô cũng góp mặt trong Giải vô địch IWCC năm 2003, nơi West Indies kết thúc á quân tới Ireland để đủ điều kiện tham dự World Cup 2005. Năm 2004, Francis đại diện cho Tây Ấn trong loạt ODI chống lại Ấn Độ và Pakistan, cũng chơi một trận đấu Thử nghiệm duy nhất với đội sau. Trong hiệp thứ hai của Bài kiểm tra, cô đã thực hiện 46 lần không đứng thứ chín theo thứ tự đánh, đưa 105 lượt chạy cho môn wicket thứ tám với Jacqueline Robinson.
Nhìn chung, Francis đã chơi 17 ODI cho Tây Ấn, lấy 13 bấc. Cô tiếp tục chơi cricket sau khi chuyển đến Hoa Kỳ, và ra mắt đội tuyển quốc gia Hoa Kỳ tại Giải vô địch Châu Mỹ 2009. Cô là một trong ba cựu tuyển thủ Tây Ấn ở bên cạnh, những người khác là Candacy Atkins và Roselyn Emmanuel. Trong trận đấu đầu tiên của giải đấu, gặp Brazil, Francis đã giành 2/9 và ghi được 10 điểm không ra, trong đó cô được bầu là cầu thủ của trận đấu. Cô trở lại cho phiên bản năm 2010 của giải đấu, giành 3/16 trong một trận đấu với Canada. Francis đã xuất hiện quốc tế cuối cùng của mình tại Vòng loại World Cup 2011, nơi cô được bổ nhiệm làm đội trưởng. Ở tuổi 42, cô đã lấy hai chiếc bấc trong sáu trận đấu (với Nam Phi và Zimbabwe), và thực hiện 68 lần chạy, trong đó cao nhất là 23 so với Bangladesh.